# Eleições legislativas portuguesas de 2024 no distrito de Beja
| Eleições legislativas portuguesas de 2024 Distritos: Aveiro \| Beja \| Braga \| Bragança \| Castelo Branco \| Coimbra \| Évora \| Faro \| Guarda \| Leiria \| Lisboa \| Portalegre \| Porto \| Santarém \| Setúbal \| Viana do Castelo \| Vila Real \| Viseu \| Açores \| Madeira \| Estrangeiro |

## Resultados por concelho
Os resultados nos concelhos do Distrito de Beja foram os seguintes:

### Aljustrel
| Partido                 | Partido                                         | Votos | %               | +/-   |
| ----------------------- | ----------------------------------------------- | ----- | --------------- | ----- |
|                         | Partido Socialista                              | 1 787 | 34,35 / 100,00  | 12,01 |
|                         | Coligação Democrática Unitária (PCP-PEV)        | 1 177 | 22,62 / 100,00  | 5,53  |
|                         | CHEGA                                           | 1 092 | 20,99 / 100,00  | 13,14 |
|                         | Aliança Democrática (PPD/PSD-CDS-PP-PPM)        | 445   | 8,55 / 100,00   | 0,08  |
|                         | Bloco de Esquerda                               | 242   | 4,65 / 100,00   | 0,70  |
|                         | Iniciativa Liberal                              | 75    | 1,44 / 100,00   | 0,35  |
|                         | LIVRE                                           | 66    | 1,27 / 100,00   | 0,78  |
|                         | Partido Comunista dos Trabalhadores Portugueses | 61    | 1,17 / 100,00   | 0,44  |
|                         | Pessoas–Animais–Natureza                        | 59    | 1,11 / 100,00   | 0,51  |
|                         | Outros (com menos de 1,00%)                     | 61    | 1,17 / 100,00   |       |
| Votos Inválidos         | Votos Inválidos                                 | 139   | 2,67 / 100,00   | 0,92  |
| Total                   | Total                                           | 5 203 | 100,00 / 100,00 |       |
| Eleitorado/Participação | Eleitorado/Participação                         | 7 761 | 67,04 / 100,00  | 7,77  |

| Freguesia                  | %     | %     | %     | %    | %    | %    | %    | %    | %    | Votantes | Taxa de Participação |
| Freguesia                  | PS    | CDU   | CH    | AD   | BE   | IL   | L    | PCTP | PAN  | Votantes | Taxa de Participação |
| -------------------------- | ----- | ----- | ----- | ---- | ---- | ---- | ---- | ---- | ---- | -------- | -------------------- |
| Freguesia                  |       |       |       |      |      |      |      |      |      | Votantes | Taxa de Participação |
| Aljustrel e Rio de Moinhos | 32,46 | 24,64 | 19,67 | 9,61 | 5,18 | 1,79 | 1,10 | 0,95 | 1,10 | 3 361    | 66,19                |
| Ervidel                    | 33,96 | 24,07 | 21,83 | 5,97 | 4,66 | 0,37 | 1,68 | 1,68 | 2,05 | 536      | 69,43                |
| Messejana                  | 35,76 | 17,17 | 24,85 | 7,27 | 3,43 | 0,61 | 2,22 | 1,62 | 0,81 | 495      | 68,65                |
| São João de Negrilhos      | 41,55 | 16,65 | 23,55 | 6,66 | 3,21 | 1,23 | 1,11 | 1,48 | 0,74 | 811      | 68,15                |
| Aljustrel                  | 34,35 | 22,62 | 20,99 | 8,55 | 4,65 | 1,44 | 1,27 | 1,17 | 1,11 | 5 203    | 67,04                |

### Almodôvar
| Partido                 | Partido                                  | Votos | %               | +/-   |
| ----------------------- | ---------------------------------------- | ----- | --------------- | ----- |
|                         | Partido Socialista                       | 1 337 | 34,42 / 100,00  | 18,41 |
|                         | CHEGA                                    | 892   | 22,97 / 100,00  | 13,71 |
|                         | Aliança Democrática (PPD/PSD-CDS-PP-PPM) | 880   | 22,66 / 100,00  | 1,58  |
|                         | Coligação Democrática Unitária (PCP-PEV) | 213   | 5,48 / 100,00   | 0,19  |
|                         | Bloco de Esquerda                        | 140   | 3,60 / 100,00   | 0,90  |
|                         | Iniciativa Liberal                       | 76    | 1,96 / 100,00   | 0,41  |
|                         | Alternativa Democrática Nacional         | 68    | 1,75 / 100,00   | -     |
|                         | LIVRE                                    | 53    | 1,36 / 100,00   | 0,81  |
|                         | Pessoas–Animais–Natureza                 | 43    | 1,11 / 100,00   | 0,35  |
|                         | Outros (com menos de 1,00%)              | 72    | 1,84 / 100,00   |       |
| Votos Inválidos         | Votos Inválidos                          | 110   | 2,83 / 100,00   | 0,14  |
| Total                   | Total                                    | 3 884 | 100,00 / 100,00 |       |
| Eleitorado/Participação | Eleitorado/Participação                  | 5 982 | 64,93 / 100,00  | 9,00  |

| Freguesia                        | %     | %     | %     | %    | %    | %    | %    | %    | %    | Votantes | Taxa de Participação |
| Freguesia                        | PS    | CH    | AD    | CDU  | BE   | IL   | ADN  | L    | PAN  | Votantes | Taxa de Participação |
| -------------------------------- | ----- | ----- | ----- | ---- | ---- | ---- | ---- | ---- | ---- | -------- | -------------------- |
| Freguesia                        |       |       |       |      |      |      |      |      |      | Votantes | Taxa de Participação |
| Aldeia dos Fernandes             | 37,68 | 20,96 | 17,00 | 7,37 | 3,97 | 2,55 | 1,70 | 1,70 | 1,42 | 353      | 70,60                |
| Almodôvar                        | 31,32 | 23,97 | 25,15 | 5,03 | 4,11 | 2,19 | 1,53 | 1,36 | 1,31 | 2 286    | 67,29                |
| Rosário                          | 34,33 | 30,15 | 12,54 | 8,96 | 3,58 | 1,19 | 2,09 | 1,79 | 0,30 | 335      | 61,02                |
| Santa Clara-a-Nova e Gomes Aires | 36,07 | 22,95 | 22,48 | 4,68 | 2,11 | 1,87 | 2,11 | 0,47 | 0,47 | 427      | 59,64                |
| Santa Cruz                       | 45,95 | 14,86 | 19,26 | 5,74 | 3,38 | 0,34 | 1,35 | 2,36 | 0,68 | 296      | 61,92                |
| São Barnabé                      | 44,39 | 14,44 | 26,74 | 2,67 | 0,53 | 2,14 | 3,74 | 0,53 | 1,60 | 187      | 54,68                |
| Almodôvar                        | 34,42 | 22,97 | 22,66 | 5,48 | 3,60 | 1,96 | 1,75 | 1,36 | 1,11 | 3 884    | 64,93                |

### Alvito
| Partido                 | Partido                                         | Votos | %               | +/-   |
| ----------------------- | ----------------------------------------------- | ----- | --------------- | ----- |
|                         | Partido Socialista                              | 352   | 28,55 / 100,00  | 14,84 |
|                         | CHEGA                                           | 306   | 24,82 / 100,00  | 11,78 |
|                         | Aliança Democrática (PPD/PSD-CDS-PP-PPM)        | 212   | 17,19 / 100,00  | 0,04  |
|                         | Coligação Democrática Unitária (PCP-PEV)        | 161   | 13,06 / 100,00  | 1,31  |
|                         | Bloco de Esquerda                               | 84    | 6,81 / 100,00   | 3,15  |
|                         | LIVRE                                           | 19    | 1,54 / 100,00   | 0,74  |
|                         | Pessoas–Animais–Natureza                        | 17    | 1,38 / 100,00   | 0,49  |
|                         | Partido Comunista dos Trabalhadores Portugueses | 15    | 1,22 / 100,00   | 0,33  |
|                         | Outros (com menos de 1,00%)                     | 32    | 2,59 / 100,00   |       |
| Votos Inválidos         | Votos Inválidos                                 | 35    | 2,84 / 100,00   | 0,25  |
| Total                   | Total                                           | 1 233 | 100,00 / 100,00 |       |
| Eleitorado/Participação | Eleitorado/Participação                         | 1 850 | 66,65 / 100,00  | 7,48  |

| Freguesia            | %     | %     | %     | %     | %    | %    | %    | %    | Votantes | Taxa de Participação |
| Freguesia            | PS    | CH    | AD    | CDU   | BE   | L    | PAN  | PCTP | Votantes | Taxa de Participação |
| -------------------- | ----- | ----- | ----- | ----- | ---- | ---- | ---- | ---- | -------- | -------------------- |
| Freguesia            |       |       |       |       |      |      |      |      | Votantes | Taxa de Participação |
| Alvito               | 24,21 | 24,05 | 20,09 | 15,03 | 8,54 | 0,95 | 1,27 | 1,27 | 632      | 67,52                |
| Vila Nova da Baronia | 33,11 | 25,62 | 14,14 | 10,98 | 4,99 | 2,16 | 1,50 | 1,16 | 601      | 65,75                |
| Alvito               | 28,85 | 24,82 | 17,19 | 13,06 | 6,81 | 1,54 | 1,38 | 1,22 | 1 233    | 66,65                |

### Barrancos
| Partido                 | Partido                                  | Votos | %               | +/-   |
| ----------------------- | ---------------------------------------- | ----- | --------------- | ----- |
|                         | Partido Socialista                       | 236   | 30,53 / 100,00  | 11,58 |
|                         | CHEGA                                    | 176   | 22,77 / 100,00  | 11,11 |
|                         | Coligação Democrática Unitária (PCP-PEV) | 143   | 18,50 / 100,00  | 2,13  |
|                         | Aliança Democrática (PPD/PSD-CDS-PP-PPM) | 123   | 15,91 / 100,00  | 2,01  |
|                         | Bloco de Esquerda                        | 23    | 2,98 / 100,00   | 0,85  |
|                         | Iniciativa Liberal                       | 16    | 2,07 / 100,00   | 0,79  |
|                         | Alternativa Democrática Nacional         | 8     | 1,03 / 100,00   | -     |
|                         | Outros (com menos de 1,00%)              | 16    | 2,08 / 100,00   |       |
| Votos Inválidos         | Votos Inválidos                          | 32    | 4,14 / 100,00   | 1,43  |
| Total                   | Total                                    | 773   | 100,00 / 100,00 |       |
| Eleitorado/Participação | Eleitorado/Participação                  | 1 262 | 61,25 / 100,00  | 7,01  |

| Freguesia | %     | %     | %     | %     | %    | %    | %    | Votantes | Taxa de Participação |
| Freguesia | PS    | CH    | CDU   | AD    | BE   | IL   | ADN  | Votantes | Taxa de Participação |
| --------- | ----- | ----- | ----- | ----- | ---- | ---- | ---- | -------- | -------------------- |
| Freguesia |       |       |       |       |      |      |      | Votantes | Taxa de Participação |
| Barrancos | 30,53 | 22,77 | 18,50 | 15,91 | 2,98 | 2,07 | 1,03 | 773      | 61,25                |
| Barrancos | 30,53 | 22,77 | 18,50 | 15,91 | 2,98 | 2,07 | 1,03 | 773      | 61,25                |

### Beja
| Partido                 | Partido                                  | Votos  | %               | +/-   |
| ----------------------- | ---------------------------------------- | ------ | --------------- | ----- |
|                         | Partido Socialista                       | 5 471  | 29,26 / 100,00  | 10,00 |
|                         | CHEGA                                    | 3 946  | 21,10 / 100,00  | 10,47 |
|                         | Aliança Democrática (PPD/PSD-CDS-PP-PPM) | 3 749  | 20,05 / 100,00  | 0,02  |
|                         | Coligação Democrática Unitária (PCP-PEV) | 2 811  | 15,03 / 100,00  | 3,67  |
|                         | Bloco de Esquerda                        | 818    | 4,37 / 100,00   | 0,53  |
|                         | Iniciativa Liberal                       | 490    | 2,62 / 100,00   | 0,09  |
|                         | LIVRE                                    | 338    | 1,81 / 100,00   | 0,94  |
|                         | Pessoas–Animais–Natureza                 | 251    | 1,34 / 100,00   | 0,21  |
|                         | Outros (com menos de 1,00%)              | 359    | 1,92 / 100,00   |       |
| Votos Inválidos         | Votos Inválidos                          | 468    | 2,51 / 100,00   | 0,70  |
| Total                   | Total                                    | 18 701 | 100,00 / 100,00 |       |
| Eleitorado/Participação | Eleitorado/Participação                  | 28 392 | 65,87 / 100,00  | 10,38 |

| Freguesia                                | %     | %     | %     | %     | %    | %    | %    | %    | Votantes | Taxa de Participação |
| Freguesia                                | PS    | CH    | AD    | CDU   | BE   | IL   | L    | PAN  | Votantes | Taxa de Participação |
| ---------------------------------------- | ----- | ----- | ----- | ----- | ---- | ---- | ---- | ---- | -------- | -------------------- |
| Freguesia                                |       |       |       |       |      |      |      |      | Votantes | Taxa de Participação |
| Albernoa e Trindade                      | 29,84 | 19,59 | 12,30 | 20,96 | 4,33 | 2,96 | 2,05 | 2,51 | 439      | 58,93                |
| Baleizão                                 | 30,95 | 22,74 | 5,05  | 28,42 | 8,00 | 1,05 | 0,42 | 0,63 | 475      | 65,52                |
| Beja (Salvador e Santa Maria da Feira)   | 28,62 | 22,08 | 20,85 | 12,81 | 4,60 | 2,98 | 2,14 | 1,50 | 5 737    | 64,61                |
| Beja (Santiago Maior e São João Batista) | 26,59 | 19,87 | 25,97 | 12,81 | 4,45 | 3,06 | 1,95 | 1,34 | 7 782    | 68,56                |
| Beringel                                 | 33,04 | 20,89 | 17,93 | 16,74 | 2,81 | 1,48 | 1,19 | 1,04 | 675      | 62,50                |
| Cabeça Gorda                             | 37,97 | 20,57 | 8,54  | 20,41 | 3,48 | 1,11 | 0,63 | 1,42 | 632      | 56,83                |
| Nossa Senhora das Neves                  | 33,09 | 24,01 | 8,84  | 19,95 | 3,23 | 1,67 | 1,43 | 1,55 | 837      | 64,24                |
| Salvada e Quintos                        | 36,73 | 18,08 | 8,90  | 24,25 | 3,16 | 1,43 | 1,43 | 1,00 | 697      | 66,00                |
| Santa Clara de Louredo                   | 33,95 | 16,18 | 10,61 | 27,06 | 3,45 | 1,86 | 1,33 | 0,27 | 377      | 72,08                |
| Santa Vitória e Mombeja                  | 33,97 | 22,15 | 7,81  | 21,73 | 5,70 | 0,63 | 1,27 | 1,05 | 474      | 65,29                |
| São Matias                               | 36,30 | 30,48 | 10,62 | 8,90  | 4,11 | 2,74 | 2,05 | 1,03 | 292      | 68,71                |
| Trigaches e São Brissos                  | 32,04 | 30,28 | 12,32 | 15,14 | 3,17 | 1,41 | 0,35 | 0,70 | 284      | 60,94                |
| Beja                                     | 29,26 | 21,10 | 20,05 | 15,03 | 4,37 | 2,62 | 1,81 | 1,34 | 18 701   | 65,87                |

### Castro Verde
| Partido                 | Partido                                  | Votos | %               | +/-   |
| ----------------------- | ---------------------------------------- | ----- | --------------- | ----- |
|                         | Partido Socialista                       | 1 292 | 32,16 / 100,00  | 12,97 |
|                         | CHEGA                                    | 749   | 18,65 / 100,00  | 11,10 |
|                         | Coligação Democrática Unitária (PCP-PEV) | 688   | 17,13 / 100,00  | 3,48  |
|                         | Aliança Democrática (PPD/PSD-CDS-PP-PPM) | 542   | 13,49 / 100,00  | 0,55  |
|                         | Bloco de Esquerda                        | 268   | 6,67 / 100,00   | 1,18  |
|                         | Iniciativa Liberal                       | 126   | 3,14 / 100,00   | 0,88  |
|                         | LIVRE                                    | 97    | 2,41 / 100,00   | 1,72  |
|                         | Pessoas–Animais–Natureza                 | 62    | 1,54 / 100,00   | 0,23  |
|                         | Outros (com menos de 1,00%)              | 99    | 2,46 / 100,00   |       |
| Votos Inválidos         | Votos Inválidos                          | 94    | 2,34 / 100,00   | 0,51  |
| Total                   | Total                                    | 4 017 | 100,00 / 100,00 |       |
| Eleitorado/Participação | Eleitorado/Participação                  | 6 029 | 66,63 / 100,00  | 9,19  |

| Freguesia                | %     | %     | %     | %     | %    | %    | %    | %    | Votantes | Taxa de Participação |
| Freguesia                | PS    | CH    | CDU   | AD    | BE   | IL   | L    | PAN  | Votantes | Taxa de Participação |
| ------------------------ | ----- | ----- | ----- | ----- | ---- | ---- | ---- | ---- | -------- | -------------------- |
| Freguesia                |       |       |       |       |      |      |      |      | Votantes | Taxa de Participação |
| Castro Verde e Casével   | 31,37 | 18,16 | 15,26 | 14,93 | 7,63 | 3,67 | 2,77 | 1,85 | 3 028    | 67,36                |
| Entradas                 | 30,42 | 20,18 | 22,89 | 12,35 | 2,41 | 1,51 | 1,81 | 0,60 | 332      | 62,29                |
| Santa Bárbara de Padrões | 34,02 | 22,47 | 23,09 | 6,39  | 5,36 | 1,86 | 0,62 | 0,82 | 485      | 66,35                |
| São Marcos da Ataboeira  | 44,19 | 13,37 | 22,09 | 10,47 | 1,74 | 0,58 | 2,33 | 0    | 172      | 63,70                |
| Castro Verde             | 32,16 | 18,65 | 17,13 | 13,49 | 6,67 | 3,14 | 2,41 | 1,54 | 4 017    | 66,63                |

### Cuba
| Partido                 | Partido                                  | Votos | %               | +/-   |
| ----------------------- | ---------------------------------------- | ----- | --------------- | ----- |
|                         | Partido Socialista                       | 800   | 32,88 / 100,00  | 7,73  |
|                         | CHEGA                                    | 501   | 20,59 / 100,00  | 11,06 |
|                         | Coligação Democrática Unitária (PCP-PEV) | 487   | 20,02 / 100,00  | 7,28  |
|                         | Aliança Democrática (PPD/PSD-CDS-PP-PPM) | 350   | 14,39 / 100,00  | 0,25  |
|                         | Bloco de Esquerda                        | 77    | 3,16 / 100,00   | 0,63  |
|                         | Iniciativa Liberal                       | 42    | 1,73 / 100,00   | 0,58  |
|                         | LIVRE                                    | 41    | 1,69 / 100,00   | 1,18  |
|                         | Outros (com menos de 1,00%)              | 69    | 2,84 / 100,00   |       |
| Votos Inválidos         | Votos Inválidos                          | 66    | 2,71 / 100,00   | 0,40  |
| Total                   | Total                                    | 2 433 | 100,00 / 100,00 |       |
| Eleitorado/Participação | Eleitorado/Participação                  | 3 646 | 66,73 / 100,00  | 7,66  |

| Freguesia        | %     | %     | %     | %     | %    | %    | %    | Votantes | Taxa de Participação |
| Freguesia        | PS    | CH    | CDU   | AD    | BE   | IL   | L    | Votantes | Taxa de Participação |
| ---------------- | ----- | ----- | ----- | ----- | ---- | ---- | ---- | -------- | -------------------- |
| Freguesia        |       |       |       |       |      |      |      | Votantes | Taxa de Participação |
| Cuba             | 31,25 | 21,09 | 19,07 | 16,76 | 2,85 | 1,90 | 1,90 | 1 683    | 66,60                |
| Faro do Alentejo | 32,78 | 22,74 | 27,76 | 8,36  | 2,68 | 0,33 | 1,34 | 299      | 67,34                |
| Vila Alva        | 44,59 | 11,26 | 18,92 | 11,26 | 4,50 | 0,90 | 0,90 | 222      | 69,81                |
| Vila Ruiva       | 33,62 | 23,14 | 17,90 | 7,86  | 4,80 | 3,06 | 1,31 | 229      | 64,15                |
| Cuba             | 32,88 | 20,59 | 20,02 | 14,39 | 3,16 | 1,73 | 1,69 | 2 433    | 66,73                |

### Ferreira do Alentejo
| Partido                 | Partido                                         | Votos | %               | +/-   |
| ----------------------- | ----------------------------------------------- | ----- | --------------- | ----- |
|                         | Partido Socialista                              | 1 373 | 35,57 / 100,00  | 12,96 |
|                         | CHEGA                                           | 852   | 22,07 / 100,00  | 11,74 |
|                         | Aliança Democrática (PPD/PSD-CDS-PP-PPM)        | 525   | 13,60 / 100,00  | 0,28  |
|                         | Coligação Democrática Unitária (PCP-PEV)        | 515   | 13,34 / 100,00  | 3,42  |
|                         | Bloco de Esquerda                               | 197   | 5,10 / 100,00   | 0,36  |
|                         | Iniciativa Liberal                              | 85    | 2,20 / 100,00   | 1,04  |
|                         | LIVRE                                           | 76    | 1,97 / 100,00   | 1,50  |
|                         | Alternativa Democrática Nacional                | 51    | 1,32 / 100,00   | -     |
|                         | Partido Comunista dos Trabalhadores Portugueses | 43    | 1,11 / 100,00   | 0,50  |
|                         | Pessoas–Animais–Natureza                        | 40    | 1,04 / 100,00   | 0,20  |
|                         | Outros (com menos de 1,00%)                     | 31    | 0,81 / 100,00   |       |
| Votos Inválidos         | Votos Inválidos                                 | 72    | 1,87 / 100,00   | 0,04  |
| Total                   | Total                                           | 3 860 | 100,00 / 100,00 |       |
| Eleitorado/Participação | Eleitorado/Participação                         | 6 195 | 62,31 / 100,00  | 8,36  |

| Freguesia               | %     | %     | %     | %     | %    | %    | %    | %    | %    | %    | Votantes | Taxa de Participação |
| Freguesia               | PS    | CH    | AD    | CDU   | BE   | IL   | L    | ADN  | PCTP | PAN  | Votantes | Taxa de Participação |
| ----------------------- | ----- | ----- | ----- | ----- | ---- | ---- | ---- | ---- | ---- | ---- | -------- | -------------------- |
| Freguesia               |       |       |       |       |      |      |      |      |      |      | Votantes | Taxa de Participação |
| Alfundão e Peroguarda   | 41,13 | 25,26 | 10,07 | 7,85  | 7,00 | 1,71 | 1,88 | 0,51 | 1,02 | 1,02 | 586      | 61,04                |
| Ferreira do Alentejo    | 30,70 | 22,13 | 16,42 | 14,67 | 5,23 | 2,44 | 2,06 | 1,80 | 1,03 | 1,11 | 2 332    | 61,02                |
| Figueira dos Cavaleiros | 42,76 | 21,02 | 7,95  | 14,49 | 3,84 | 2,13 | 1,70 | 0,57 | 1,70 | 0,85 | 704      | 68,88                |
| Odivelas                | 48,32 | 16,81 | 11,34 | 10,50 | 2,94 | 1,26 | 2,10 | 0,84 | 0,42 | 0,84 | 238      | 60,87                |
| Ferreira do Alentejo    | 35,57 | 22,02 | 13,60 | 13,34 | 5,10 | 2,20 | 1,97 | 1,32 | 1,11 | 1,04 | 3 860    | 62,31                |

### Mértola
| Partido                 | Partido                                  | Votos | %               | +/-   |
| ----------------------- | ---------------------------------------- | ----- | --------------- | ----- |
|                         | Partido Socialista                       | 1 312 | 36,20 / 100,00  | 10,91 |
|                         | Coligação Democrática Unitária (PCP-PEV) | 761   | 21,00 / 100,00  | 2,39  |
|                         | CHEGA                                    | 554   | 15,29 / 100,00  | 8,76  |
|                         | Aliança Democrática (PPD/PSD-CDS-PP-PPM) | 504   | 13,91 / 100,00  | 0,09  |
|                         | Bloco de Esquerda                        | 150   | 4,14 / 100,00   | 1,45  |
|                         | Iniciativa Liberal                       | 47    | 1,30 / 100,00   | 0,27  |
|                         | LIVRE                                    | 44    | 1,21 / 100,00   | 0,44  |
|                         | Alternativa Democrática Nacional         | 43    | 1,19 / 100,00   | -     |
|                         | Pessoas–Animais–Natureza                 | 40    | 1,10 / 100,00   | 0,60  |
|                         | Outros (com menos de 1,00%)              | 46    | 1,27 / 100,00   |       |
| Votos Inválidos         | Votos Inválidos                          | 124   | 3,42 / 100,00   | 0,67  |
| Total                   | Total                                    | 3 624 | 100,00 / 100,00 |       |
| Eleitorado/Participação | Eleitorado/Participação                  | 5 598 | 64,74 / 100,00  | 6,39  |

| Freguesia                 | %     | %     | %     | %     | %    | %    | %    | %    | %    | Votantes | Taxa de Participação |
| Freguesia                 | PS    | CDU   | CH    | AD    | BE   | IL   | L    | ADN  | PAN  | Votantes | Taxa de Participação |
| ------------------------- | ----- | ----- | ----- | ----- | ---- | ---- | ---- | ---- | ---- | -------- | -------------------- |
| Freguesia                 |       |       |       |       |      |      |      |      |      | Votantes | Taxa de Participação |
| Alcaria Ruiva             | 33,78 | 23,24 | 14,05 | 15,68 | 3,24 | 2,97 | 0,54 | 1,62 | 1,35 | 370      | 61,77                |
| Corte do Pinto            | 40,93 | 15,58 | 23,02 | 9,07  | 4,19 | 1,63 | 1,16 | 0,70 | 1,16 | 430      | 61,34                |
| Espírito Santo            | 42,11 | 16,96 | 16,37 | 12,87 | 5,26 | 0,58 | 0    | 0    | 1,17 | 171      | 64,29                |
| Mértola                   | 35,37 | 20,93 | 12,66 | 15,75 | 5,31 | 1,31 | 1,25 | 1,05 | 1,05 | 1 524    | 69,56                |
| São Miguel do Pinheiro    | 45,24 | 21,00 | 11,47 | 12,55 | 2,38 | 0,65 | 1,73 | 0,87 | 0,22 | 462      | 61,19                |
| Santana de Cambas         | 33,25 | 20,05 | 18,02 | 14,21 | 2,54 | 0,51 | 1,02 | 2,28 | 2,28 | 394      | 61,95                |
| São João dos Caldeireiros | 21,98 | 30,77 | 21,25 | 11,36 | 3,30 | 1,10 | 2,20 | 1,83 | 0,73 | 273      | 60,67                |
| Mértola                   | 36,20 | 21,00 | 15,29 | 13,91 | 4,14 | 1,30 | 1,21 | 1,19 | 1,10 | 3 624    | 64,74                |

### Moura
| Partido                 | Partido                                  | Votos  | %               | +/-   |
| ----------------------- | ---------------------------------------- | ------ | --------------- | ----- |
|                         | Partido Socialista                       | 2 305  | 32,56 / 100,00  | 11,05 |
|                         | CHEGA                                    | 2 156  | 30,45 / 100,00  | 12,23 |
|                         | Aliança Democrática (PPD/PSD-CDS-PP-PPM) | 989    | 13,97 / 100,00  | 0,67  |
|                         | Coligação Democrática Unitária (PCP-PEV) | 891    | 12,58 / 100,00  | 3,65  |
|                         | Bloco de Esquerda                        | 180    | 2,54 / 100,00   | 0,19  |
|                         | Iniciativa Liberal                       | 111    | 1,57 / 100,00   | 0,10  |
|                         | LIVRE                                    | 77     | 1,09 / 100,00   | 0,80  |
|                         | Outros (com menos de 1,00%)              | 214    | 3,02 / 100,00   |       |
| Votos Inválidos         | Votos Inválidos                          | 157    | 2,22 / 100,00   | 0,61  |
| Total                   | Total                                    | 7 080  | 100,00 / 100,00 |       |
| Eleitorado/Participação | Eleitorado/Participação                  | 11 796 | 60,02 / 100,00  | 10,68 |

| Freguesia                                         | %     | %     | %     | %     | %    | %    | %    | Votantes | Taxa de Participação |
| Freguesia                                         | PS    | CH    | AD    | CDU   | BE   | IL   | L    | Votantes | Taxa de Participação |
| ------------------------------------------------- | ----- | ----- | ----- | ----- | ---- | ---- | ---- | -------- | -------------------- |
| Freguesia                                         |       |       |       |       |      |      |      | Votantes | Taxa de Participação |
| Amareleja                                         | 25,86 | 36,48 | 9,98  | 17,51 | 1,63 | 1,27 | 1,18 | 1 102    | 58,49                |
| Póvoa de São Miguel                               | 36,02 | 37,44 | 13,74 | 5,45  | 1,42 | 1,18 | 0,24 | 422      | 62,61                |
| Safara e Santo Aleixo da Restauração              | 33,83 | 33,58 | 9,38  | 14,94 | 2,35 | 0,49 | 0,37 | 810      | 60,00                |
| Santo Agostinho e São João Batista e Santo Amador | 33,29 | 27,64 | 16,37 | 11,29 | 2,92 | 1,99 | 1,34 | 4 313    | 60,43                |
| Sobral da Adiça                                   | 36,49 | 30,48 | 9,01  | 15,47 | 2,54 | 0,46 | 0,46 | 433      | 57,66                |
| Moura                                             | 32,56 | 30,45 | 13,97 | 12,58 | 2,54 | 1,57 | 1,09 | 7 080    | 60,02                |

### Odemira
| Partido                 | Partido                                  | Votos  | %               | +/-   |
| ----------------------- | ---------------------------------------- | ------ | --------------- | ----- |
|                         | Partido Socialista                       | 3 844  | 30,40 / 100,00  | 16,72 |
|                         | CHEGA                                    | 2 773  | 21,93 / 100,00  | 13,96 |
|                         | Aliança Democrática (PPD/PSD-CDS-PP-PPM) | 2 193  | 17,35 / 100,00  | 0,06  |
|                         | Coligação Democrática Unitária (PCP-PEV) | 1 246  | 9,86 / 100,00   | 2,36  |
|                         | Bloco de Esquerda                        | 752    | 5,95 / 100,00   | 0,97  |
|                         | Iniciativa Liberal                       | 414    | 3,27 / 100,00   | 0,14  |
|                         | LIVRE                                    | 350    | 2,77 / 100,00   | 1,63  |
|                         | Pessoas–Animais–Natureza                 | 203    | 1,61 / 100,00   | 0,42  |
|                         | Alternativa Democrática Nacional         | 179    | 1,42 / 100,00   | -     |
|                         | Outros (com menos de 1,00%)              | 261    | 2,07 / 100,00   |       |
| Votos Inválidos         | Votos Inválidos                          | 428    | 3,38 / 100,00   | 0,66  |
| Total                   | Total                                    | 12 643 | 100,00 / 100,00 |       |
| Eleitorado/Participação | Eleitorado/Participação                  | 19 563 | 64,63 / 100,00  | 8,04  |

| Freguesia                  | %     | %     | %     | %     | %    | %    | %    | %    | %    | Votantes | Taxa de Participação |
| Freguesia                  | PS    | CH    | AD    | CDU   | BE   | IL   | L    | PAN  | ADN  | Votantes | Taxa de Participação |
| -------------------------- | ----- | ----- | ----- | ----- | ---- | ---- | ---- | ---- | ---- | -------- | -------------------- |
| Freguesia                  |       |       |       |       |      |      |      |      |      | Votantes | Taxa de Participação |
| Boavista dos Pinheiros     | 31,09 | 23,32 | 12,18 | 9,24  | 7,56 | 5,15 | 3,05 | 1,47 | 1,58 | 952      | 70,73                |
| Colos                      | 33,74 | 18,40 | 13,70 | 12,47 | 7,16 | 3,27 | 1,23 | 0,82 | 0,61 | 489      | 63,26                |
| Longueira / Almograve      | 23,10 | 28,22 | 21,71 | 6,05  | 4,96 | 3,10 | 2,33 | 1,09 | 2,33 | 645      | 61,72                |
| Luzianes-Gare              | 35,33 | 8,00  | 10,00 | 33,33 | 3,33 | 0    | 0,67 | 0,67 | 2,00 | 150      | 59,52                |
| Relíquias                  | 38,86 | 13,73 | 13,21 | 13,99 | 6,22 | 1,55 | 1,04 | 1,81 | 1,81 | 386      | 58,84                |
| Saboia                     | 40,26 | 19,69 | 17,51 | 5,69  | 5,91 | 1,09 | 2,19 | 0,66 | 1,97 | 457      | 63,21                |
| Santa Clara-a-Velha        | 43,34 | 17,85 | 17,56 | 6,23  | 1,98 | 2,27 | 2,55 | 0,57 | 0,57 | 353      | 67,88                |
| São Luís                   | 31,17 | 17,80 | 17,21 | 15,14 | 7,18 | 2,06 | 2,26 | 0,98 | 0,69 | 1 017    | 66,51                |
| São Martinho das Amoreiras | 45,92 | 14,29 | 17,86 | 6,12  | 7,14 | 2,30 | 0,51 | 0,77 | 0,77 | 392      | 61,64                |
| São Salvador e Santa Maria | 31,35 | 17,01 | 18,71 | 13,61 | 4,62 | 3,16 | 4,86 | 1,52 | 0,85 | 1 646    | 67,46                |
| São Teotónio               | 30,77 | 22,58 | 17,09 | 8,48  | 6,29 | 3,44 | 2,85 | 1,95 | 1,63 | 2 879    | 63,47                |
| Vale de Santiago           | 29,73 | 22,78 | 16,02 | 14,67 | 4,05 | 2,32 | 0,77 | 1,74 | 2,70 | 518      | 69,81                |
| Vila Nova de Milfontes     | 23,23 | 28,13 | 19,35 | 6,67  | 6,20 | 4,24 | 3,08 | 2,25 | 1,45 | 2 759    | 63,21                |
| Odemira                    | 30,40 | 21,93 | 17,35 | 9,86  | 5,95 | 3,27 | 2,77 | 1,61 | 1,42 | 12 643   | 64,63                |

### Ourique
| Partido                 | Partido                                  | Votos | %               | +/-   |
| ----------------------- | ---------------------------------------- | ----- | --------------- | ----- |
|                         | Partido Socialista                       | 990   | 34,48 / 100,00  | 12,18 |
|                         | Aliança Democrática (PPD/PSD-CDS-PP-PPM) | 864   | 30,09 / 100,00  | 1,88  |
|                         | CHEGA                                    | 444   | 15,46 / 100,00  | 8,25  |
|                         | Coligação Democrática Unitária (PCP-PEV) | 205   | 7,14 / 100,00   | 0,87  |
|                         | Bloco de Esquerda                        | 85    | 2,96 / 100,00   | 0,66  |
|                         | Alternativa Democrática Nacional         | 64    | 2,23 / 100,00   | -     |
|                         | Iniciativa Liberal                       | 41    | 1,43 / 100,00   | 0,22  |
|                         | LIVRE                                    | 36    | 1,25 / 100,00   | 0,57  |
|                         | Outros (com menos de 1,00%)              | 64    | 2,23 / 100,00   |       |
| Votos Inválidos         | Votos Inválidos                          | 78    | 2,71 / 100,00   | 0,41  |
| Total                   | Total                                    | 2 871 | 100,00 / 100,00 |       |
| Eleitorado/Participação | Eleitorado/Participação                  | 4 172 | 68,82 / 100,00  | 10,05 |

| Freguesia            | %     | %     | %     | %     | %    | %    | %    | %    | Votantes | Taxa de Participação |
| Freguesia            | PS    | AD    | CH    | CDU   | BE   | ADN  | IL   | L    | Votantes | Taxa de Participação |
| -------------------- | ----- | ----- | ----- | ----- | ---- | ---- | ---- | ---- | -------- | -------------------- |
| Freguesia            |       |       |       |       |      |      |      |      | Votantes | Taxa de Participação |
| Garvão e Santa Luzia | 36,33 | 26,58 | 13,96 | 9,75  | 3,82 | 1,91 | 0,96 | 0,76 | 523      | 67,40                |
| Ourique              | 33,63 | 31,59 | 15,65 | 5,88  | 3,30 | 2,10 | 1,80 | 1,62 | 1 668    | 71,04                |
| Panoias e Conceição  | 37,85 | 22,15 | 16,31 | 14,77 | 1,54 | 0,92 | 0,31 | 1,54 | 325      | 70,35                |
| Santana da Serra     | 32,68 | 35,49 | 16,06 | 2,25  | 1,41 | 4,51 | 1,41 | 0    | 355      | 60,58                |
| Ourique              | 34,48 | 30,09 | 15,46 | 7,14  | 2,96 | 2,23 | 1,43 | 1,25 | 2 871    | 68,82                |

### Serpa
| Partido                 | Partido                                  | Votos  | %               | +/-  |
| ----------------------- | ---------------------------------------- | ------ | --------------- | ---- |
|                         | Partido Socialista                       | 2 306  | 29,63 / 100,00  | 8,33 |
|                         | Coligação Democrática Unitária (PCP-PEV) | 1 844  | 23,70 / 100,00  | 3,63 |
|                         | CHEGA                                    | 1 476  | 18,97 / 100,00  | 6,70 |
|                         | Aliança Democrática (PPD/PSD-CDS-PP-PPM) | 1 132  | 14,55 / 100,00  | 0,68 |
|                         | Bloco de Esquerda                        | 261    | 3,35 / 100,00   | 0,72 |
|                         | Iniciativa Liberal                       | 129    | 1,66 / 100,00   | 0,05 |
|                         | LIVRE                                    | 122    | 1,57 / 100,00   | 0,98 |
|                         | Alternativa Democrática Nacional         | 91     | 1,17 / 100,00   | -    |
|                         | Outros (com menos de 1,00%)              | 210    | 2,70 / 100,00   |      |
| Votos Inválidos         | Votos Inválidos                          | 211    | 2,71 / 100,00   | 1,08 |
| Total                   | Total                                    | 7 782  | 100,00 / 100,00 |      |
| Eleitorado/Participação | Eleitorado/Participação                  | 12 279 | 63,38 / 100,00  | 7,19 |

| Freguesia                              | %     | %     | %     | %     | %    | %    | %    | %    | Votantes | Taxa de Participação |
| Freguesia                              | PS    | CDU   | CH    | AD    | BE   | IL   | L    | ADN  | Votantes | Taxa de Participação |
| -------------------------------------- | ----- | ----- | ----- | ----- | ---- | ---- | ---- | ---- | -------- | -------------------- |
| Freguesia                              |       |       |       |       |      |      |      |      | Votantes | Taxa de Participação |
| Brinches                               | 30,87 | 19,45 | 24,74 | 13,32 | 5,29 | 0,21 | 0,63 | 2,11 | 473      | 58,25                |
| Pias                                   | 27,78 | 39,40 | 12,94 | 8,41  | 2,63 | 1,17 | 1,17 | 1,02 | 1 368    | 63,72                |
| Serpa (Salvador e Santa Maria)         | 30,40 | 13,79 | 21,47 | 19,21 | 3,48 | 2,57 | 2,23 | 1,22 | 3 191    | 63,44                |
| Vila Nova de São Bento e Vale de Vargo | 26,09 | 30,22 | 19,36 | 11,76 | 3,67 | 1,16 | 1,01 | 1,11 | 1 989    | 62,94                |
| Vila Verde de Ficalho                  | 38,24 | 22,60 | 14,72 | 14,06 | 2,10 | 0,92 | 1,58 | 0,79 | 761      | 67,35                |
| Serpa                                  | 29,63 | 23,70 | 18,97 | 14,55 | 3,35 | 1,66 | 1,57 | 1,17 | 7 782    | 63,38                |

### Vidigueira
| Partido                 | Partido                                  | Votos | %               | +/-   |
| ----------------------- | ---------------------------------------- | ----- | --------------- | ----- |
|                         | Partido Socialista                       | 1 003 | 34,71 / 100,00  | 11,71 |
|                         | CHEGA                                    | 678   | 23,46 / 100,00  | 13,05 |
|                         | Coligação Democrática Unitária (PCP-PEV) | 428   | 14,81 / 100,00  | 5,74  |
|                         | Aliança Democrática (PPD/PSD-CDS-PP-PPM) | 382   | 13,22 / 100,00  | 0,10  |
|                         | Bloco de Esquerda                        | 116   | 4,01 / 100,00   | 1,41  |
|                         | Iniciativa Liberal                       | 44    | 1,52 / 100,00   | 0,20  |
|                         | LIVRE                                    | 44    | 1,52 / 100,00   | 0,87  |
|                         | Pessoas–Animais–Natureza                 | 40    | 1,38 / 100,00   | 0,58  |
|                         | Outros (com menos de 1,00%)              | 65    | 2,25 / 100,00   |       |
| Votos Inválidos         | Votos Inválidos                          | 90    | 3,12 / 100,00   | 0,98  |
| Total                   | Total                                    | 2 890 | 100,00 / 100,00 |       |
| Eleitorado/Participação | Eleitorado/Participação                  | 4 577 | 63,14 / 100,00  | 6,59  |

| Freguesia      | %     | %     | %     | %     | %    | %    | %    | %    | Votantes | Taxa de Participação |
| Freguesia      | PS    | CH    | CDU   | AD    | BE   | IL   | L    | PAN  | Votantes | Taxa de Participação |
| -------------- | ----- | ----- | ----- | ----- | ---- | ---- | ---- | ---- | -------- | -------------------- |
| Freguesia      |       |       |       |       |      |      |      |      | Votantes | Taxa de Participação |
| Pedrógão       | 35,63 | 19,23 | 27,53 | 5,26  | 4,25 | 1,62 | 1,01 | 1,01 | 494      | 60,32                |
| Selmes         | 37,16 | 28,14 | 12,84 | 6,83  | 3,01 | 1,09 | 1,09 | 2,46 | 366      | 55,71                |
| Vidigueira     | 31,63 | 24,95 | 11,15 | 18,47 | 4,28 | 1,81 | 1,88 | 1,43 | 1 543    | 65,05                |
| Vila de Frades | 41,68 | 19,51 | 14,99 | 9,45  | 3,70 | 0,82 | 1,23 | 0,82 | 487      | 66,80                |
| Vidigueira     | 34,71 | 23,46 | 14,81 | 13,22 | 4,01 | 1,52 | 1,52 | 1,38 | 2 890    | 63,14                |

## Lista de Deputados Eleitos
A lista apresentada é conforme a aplicação do Método D'Hondt:
| N.º | Nome                                 | Partido | Partido            | Partido                       | Quociente |
| --- | ------------------------------------ | ------- | ------------------ | ----------------------------- | --------- |
| 1   | Nelson Domingos Brito                |         | Partido Socialista | Partido Socialista            | 24408     |
| 2   | Diva Ribeiro                         |         | CHEGA              | CHEGA                         | 16595     |
| 3   | Gonçalo Nuno Raio Valente e Henrique |         |                    | Aliança Democrática (PPD/PSD) | 12890     |